# 爱尔兰长老会差会
爱尔兰长老会差会（Irish Presbyterian Mission）是爱尔兰长老会在海外的传教机构。在世界各地进行传教活动：
- 印度
- 中国东北（至1950年代）
- 中东
- 牙买加
- 非洲
- 印尼
- 尼泊尔
- 巴西

## 中国东北
1869年，爱尔兰长老会差会开始向中国传教，亨维理牧师（Hunter）到达东北的营口，为新教在东北建立的第一个永久传教站。1885年至1900年间增设7处传教站：锦州（1885年）、长春（1886年）、新民（1888年）、吉林（1891年）、法库（1891年）、广宁（1891年）、沈阳。1900年以后仅增加一处：榆树（1905年）。1919年爱尔兰长老会差会在中国东北共有44名传教士，所有9处传教站的传教士均在10人以下，这与同样在东北传教的苏格兰长老会差会，有一半的传教士（31人）集中在沈阳的情况完全不同。
1919年爱尔兰长老会在华受餐信徒9024人，全部分布在东北。